# Список умерших в 1150 году

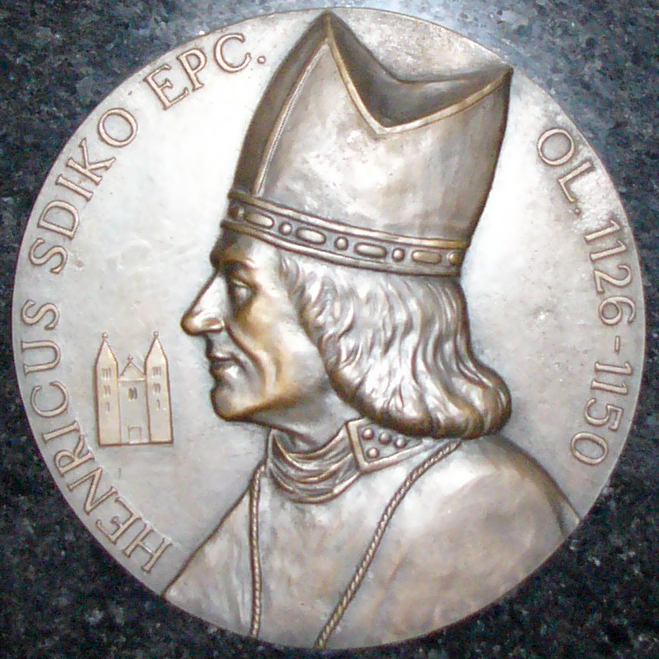
Йиндржих Здик

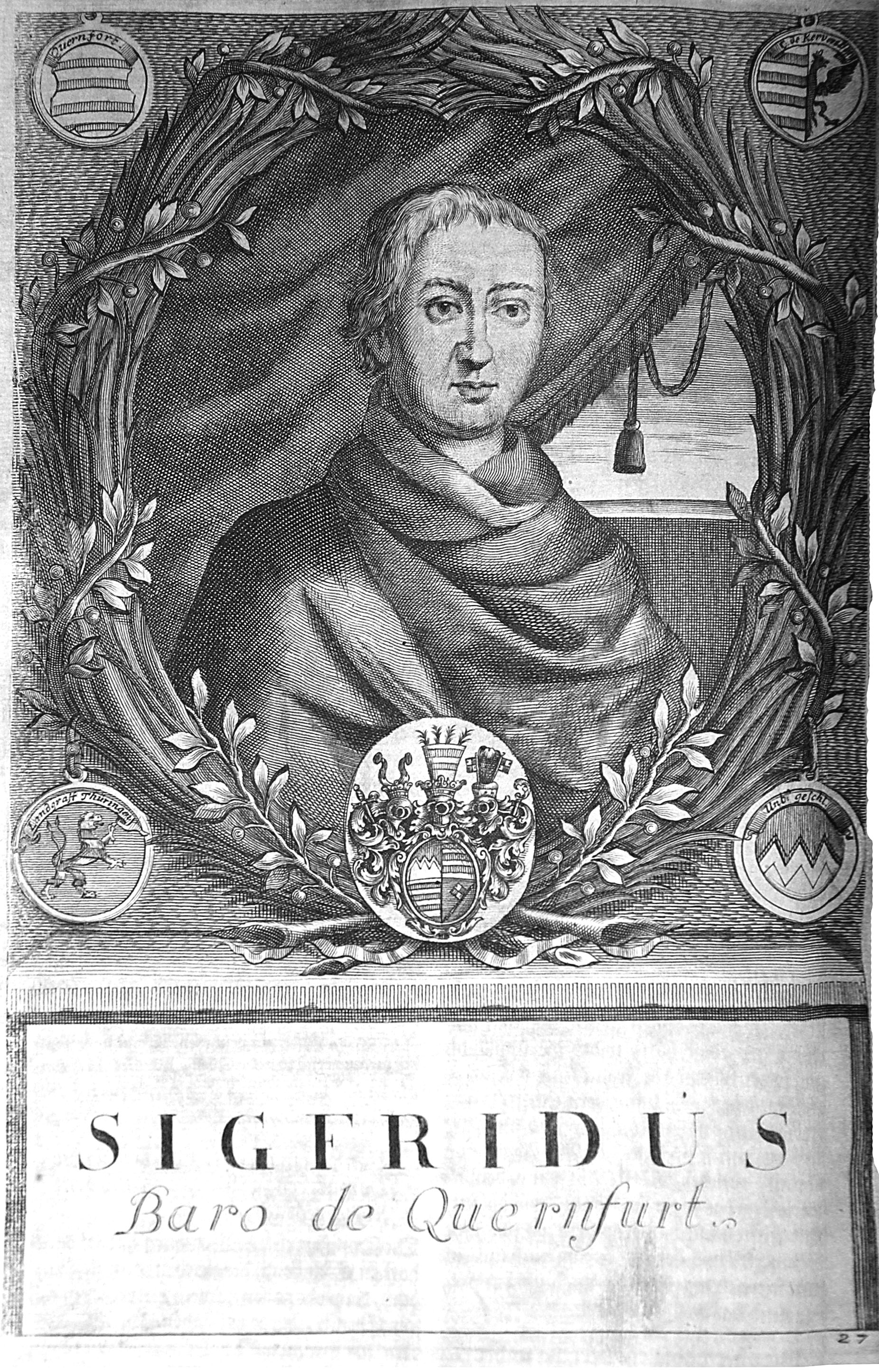
Зигфрид фон Труэндинген

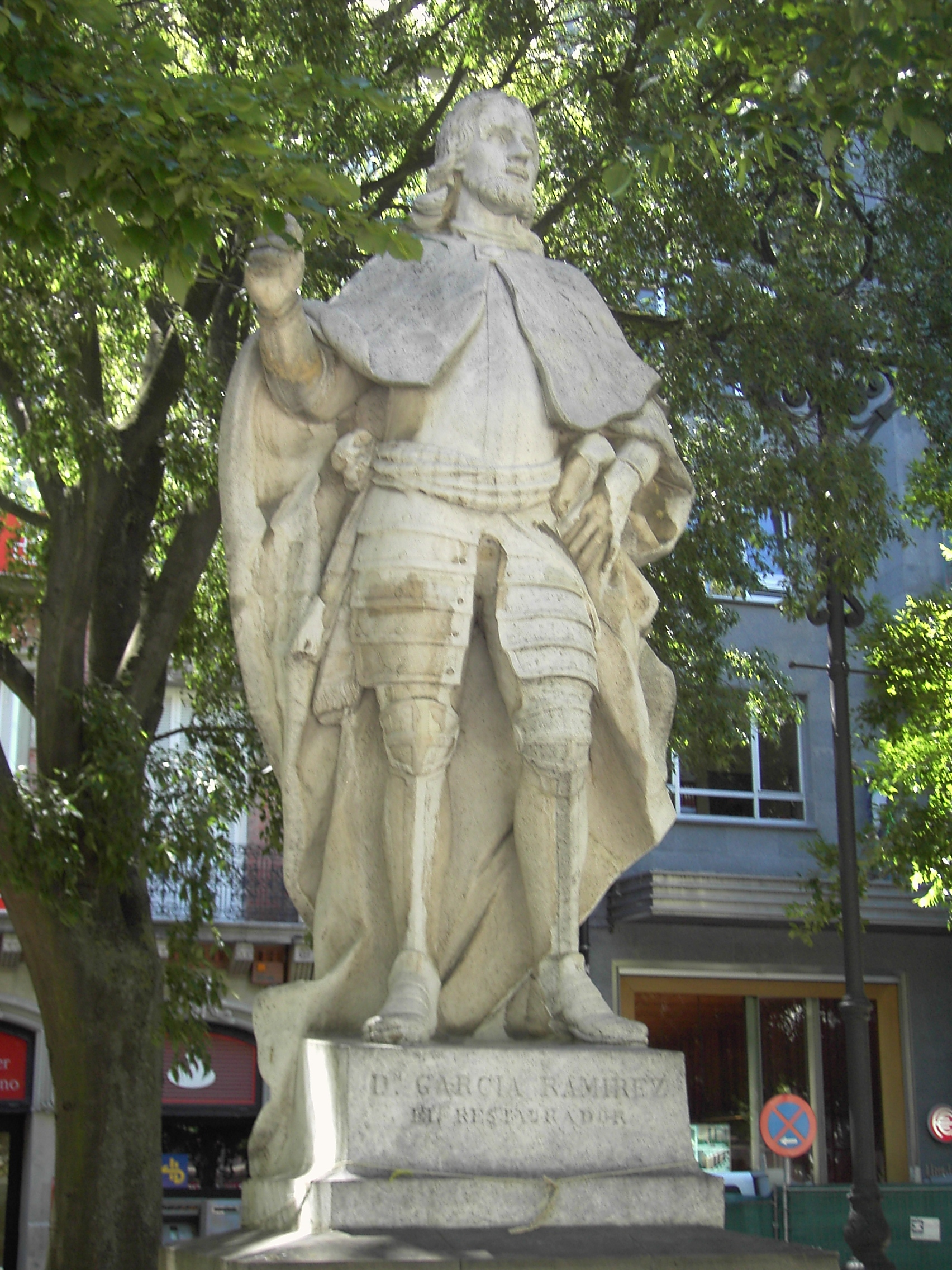
Гарсия IV Восстановитель

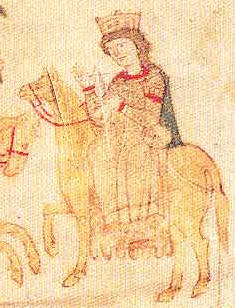
Сибилла Бургундская

В этой статье представлен список известных людей, умерших в 1150 году.
См. также: Категория:Умершие в 1150 году

## Февраль
- 4 февраля — Экберт I — первый граф Текленбурга.

## Март
- 20 марта — Симон Вустерский[англ.] — епископ Вустера (1125—1150)

## Июнь
- 25 июня — Здик, Йиндржих — епископ Оломоуца (1126—1150), чешский общественный деятель и дипломат.

## Август
- 4 августа — Гертруда фон Бабенберг — княгиня-консорт Чехии (1140—1150), жена Владислава II
- 15 августа — Гвидо да Вико — Канцлер Римско-католической церкви (1146—1150)

## Сентябрь
- 16 сентября — Зигфрид фон Труэндинген[нем.] — епископ Вюрцбурга (1146—1150)

## Ноябрь
- 12 ноября — Хартберт[англ.] — князь-епископ Утрехта (1139—1150)
- 21 ноября — Гарсия IV Восстановитель — король Наварры (1134—1150)

## Дата неизвестна или требует уточнения
- Анантаварман Кодаганга[англ.] — основатель Восточной династии Ганга
- Барисан Ибелин — первый сеньор Ибелин (1141—1150), сеньор Рамлы (1148—1150), основатель династии Ибелинов
- Генрих Беренгар — король Германии (1147—1150), соправитель своего отца Конрада III.
- Герен (Гваринус, Гверин, Герин) Сионский — Настоятель монастыря под Женевой, святой римско-католической церкви[1].
- Джабир ибн Афлах — западноарабский математик и астроном, уроженец Севильи, изобретатель Торкветума.
- Зевульф — англосаксонский паломник и писатель.
- Иоанн Коттон — теоретик музыки, монах-бенедиктинец.
- Маргуз Буюрук-хан — правитель государства кереитов (1125 — 1150).
- Оттон I фон Зальм — граф Зальма (с 1088), Райнека и Бентхейма, с 1140 года титулярный пфальцграф Рейнский.
- Прибислав — последний правящий князь племени гавелян (1127—1150)
- Раймонд I де Бо — сеньор Бо (1075/1085 — 1150)
- Ренье де Юи[англ.] — слесарь и скульптор, создатель Льежской купели
- Роберт де Сигелло[англ.] — лорд-канцлер Англии (1133—1135), епископ Лондона (1141—1150)
- Роже I Транкавель — граф Каркассона (1129—1150)
- Сибилла Бургундская — королева-консорт Сицилии (1149—1150), жена Рожера II
- Сурьяварман II — король Кхмерской империи (1113—1150), основатель Ангкор-Вата